# Franz Xaver Anton Felder
Franz Xaver Anton Felder lub Johann Anton Felder (ur. ?, zm. 16 sierpnia 1782 we Wrocławiu) – niemiecki malarz barokowy aktywny we Wrocławiu. 
Pochodzenie artysty jest nieznane. Przez większość życia mieszkał we Wrocławiu. Na podstawie jego prac, przyjmuje się, iż musiał poznać dzieła włoskich artystów. W latach czterdziestych XVIII wieku wraz z Ignazem Axterem, pracował w warsztacie Phillippa Christiana Bentuma; prawdopodobnie był jego współpracownikiem. 3 marca 1755 uzyskał prawa miejskie Wrocławia a przed 1740 rokiem tytuł mistrza cechowego; prowadził własny warsztat.
Miał dwóch synów: Johanna i Carla. Obaj zostali malarzami, pierwsze nauki pobierali w jego pracowni.

## Twórczość
Franz Felder malował głównie obrazy o tematyce religijnej. Od lat 70 XVIII w. tworzył dzieła z pomocą starszego syna Johanna. Wraz z Axterem malował freski. Do głównych jego prac należą dekoracje sklepień w kościele parafialnym św. Marcina w Sicinach wykonane w 1740 roku i w kościele parafialnym św. Walentego w Lubiążu (lata 1743-1745). Freski w jego wykonaniu nawiązywały stylistycznie do prac włoskich artystów monumentalnych z wyjątkiem sposobu przedstawiania postaci; miały one wyraźne cechy prowincjonalnej sztuki śląskiej. Na jego styl wpływ miały dzieła Bentuma oraz Felixa Antona Schefflera.
Pracował głównie dla śląskich duchownych, m.in. dla opata klasztoru Cystersów w Lubiążu, Constantina Beyera, jezuitów wrocławskich i głogowskich, oraz dla duchownych z Grodowca, Sobótki i Chrościny.